# リヒャルト・フォン・クラフト＝エビング

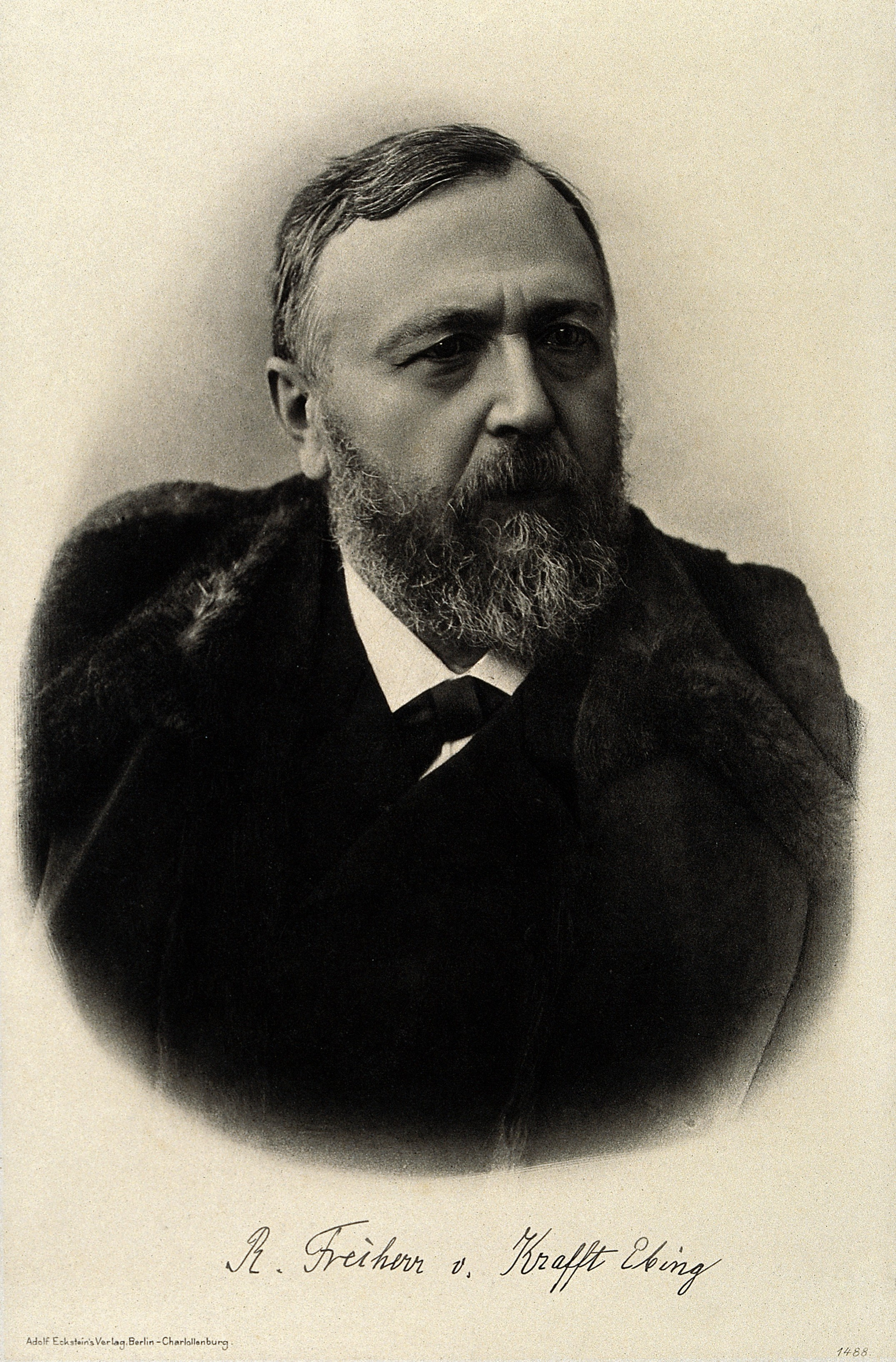
リヒャルト・フォン・クラフト＝エビング

リヒャルト・フォン・クラフト＝エビング男爵（Richard Freiherr von Krafft-Ebing, 1840年8月14日 - 1902年12月22日）は、ドイツおよびオーストリアの医学者、精神科医である。

## 呼称
クラフト＝エビングは、フルネームを発音に応じて記述すると「リヒャルト・フライヘル・フォン・クラフトエビング」であるが、この名のなかの「フライヘル（Freiherr）」はミドルネームではなく、男爵に相当する貴族の称号である。「クラフト＝エビング男爵リヒャルト」とも称することができる。

## 概要
クラフト=エビングは、性的倒錯の研究書として著名な『性的精神病理』（Psychopathia Sexualis）を1886年に公刊した。クラフト＝エビングは、サディズムという用語を創案したことで、今日でもよく知られている。また、同時代の作家であるレオポルト・フォン・ザッハー＝マゾッホの名からとってマゾヒズムという用語を造語した。ザッハー＝マゾッホは半ば自伝的な小説である『毛皮を着たヴィーナス』（Venus im Pelz）の中で、美しい女性に鞭打たれ、その奴隷となって従属させられる欲望を述べている。

## 生涯と業績

### 初期の経歴
クラフト＝エビングは、ドイツ中南部の都市マンハイム（当時はバーデン大公国領）に誕生した。現在のチェコ共和国の首都プラハ（当時はオーストリア帝国領）で教育を受け、ハイデルベルク大学で医学の研究を行った。
専攻分野である精神医学を修了して医学部を卒業した後、クラフト＝エビングは、幾つかのアシュラム（精神医療院・当時の精神病院施設）で働きながら研究したが、間もなくこれらの精神医療施設の運営のありようが欺瞞的であると感じ、教育者に転じようと決意した。クラフト＝エビングは、ストラスブール大学、グラーツ大学、ウィーン大学の教授となり、ウィーンで法精神医学の専門家となった。

### 「性の精神病理」の出版

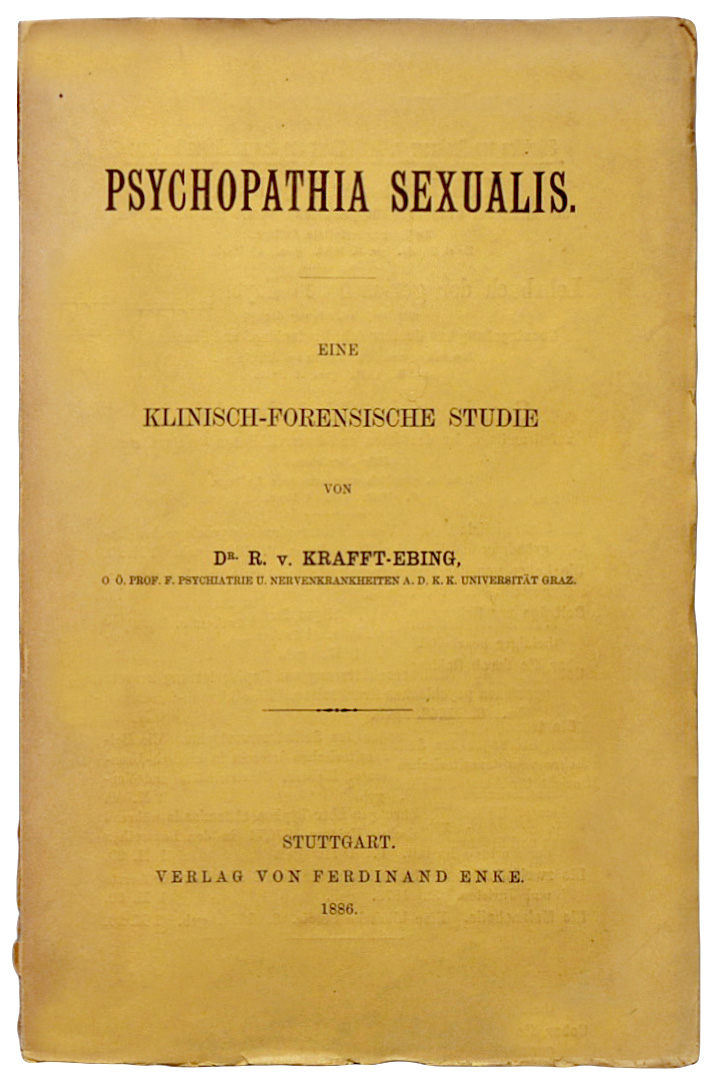
『性の精神病理』の初版。

クラフト＝エビングは精神医学に関する複数の書物を出版したが、中でも『性の精神病理』（Psychopathia Sexualis）が最も有名である。彼は著書を高度に学術的なスタイルで著し、序文において、一般読者を遠ざけるため書名に科学的な術語を慎重に選択したと注記している。また本の章題を、同じ目的でラテン語で記した。本文中でも、卑俗な言葉や露骨と考えられる表現・描写や学術用語は、そこだけラテン語になっている。教養のない読者には一種の伏せ字であるが、現在の感性からはどうという内容ではない。

### 同性愛に関する学説
クラフト＝エビングは、彼個人の患者である同性愛者や、法精神医学者として知り合った同性愛者ら多数と対談し、また男性同性愛者（ゲイ）の権利を擁護する書籍を読んだ後、男性同性愛者も女性同性愛者もともに（一般・通俗的に強固に信じ込まれているような）精神疾患や倒錯の結果ではないという結論に達した（当時ドイツやオーストリアでは男性同性愛は犯罪であり、女性同性愛（レスビアニズム）も犯罪ではなかったが、差別されていたのは同じだった）。クラフト＝エビングはその結果、同性愛の研究に関心を抱くようになった。
クラフト＝エビングは進化論者の理論を更に進め、同性愛を、人間の胚及び胎児における懐胎期間の間に展開し、大脳の「性的反転」へと進展する異常過程と見なした。但し後年の1901年に彼は、『性的中間段階の年報』（Jahrbuch für sexuelle Zwischenstufen）に発表した論文で自説を改め、「異常」（英語：anomaly）という用語を「変異」（英語：differentiation）に変更した。

### 同性愛の学説のその後
しかし、クラフト＝エビングの最終結論は、長い間忘れられた。その理由の一つは、ジークムント・フロイトの理論（精神分析）が同性愛を「心理学的な問題」と見なす人々（これが当時の主流見解であった）の関心を引き寄せたためであり、もう一つにはクラフト＝エビングが神聖性（sanctity）と殉教への志向をヒステリーやマゾヒズムと関連付けた（加えて彼が同性愛の邪悪さや倒錯性を否定した）ことで、オーストリアのカトリック教会の敵意を買ったためである。
後になってクラフト＝エビングの理論は、心の研究の専門家たちを導いて同じ結論に到達させ、また精神医学や心理学によるよりも、むしろ外科手術によって修正可能な別の性的変異（differentiation）としてのトランスジェンダーやトランスセクシュアルの研究へと導いた。
現代の精神医学は、同性愛を精神病理とは見なしていないことに注意すべきである（このような見方は、クラフト＝エビングが最初に提唱したものであった）。近代精神医学や近代精神分析学が登場して以降、人間の性愛や性行動の類型化が始まり、同性愛も異常性愛に分類された。それまでキリスト教圏では宗教的理由で同性愛を罪としてきたが、近代以降は、医学的にも異常とされ差別された。日本では元々同性愛を罪や異常とみなす考えはなかったが、近代以降、キリスト教と西欧精神医学の流入で、急速に異端視されるようになる。そのような精神医学界に医学的立場から最初に異を唱えたのはクラフト＝エビングであり、後年は、同性愛者らの運動もあり、同性愛は異常性愛から完全に除外された。

## 「性の精神病理」に関する逸話
- この本は、著者の在世中に12版を重ねた。
- 初版は110頁の薄い本であったが、増補を重ねた12版は434頁の大著となっている。性倒錯の体系化は版を追ってなされ、フェティシズムが登場するのは第4版から、サディズムとマゾヒズムが本格的に扱われるのは第6版からである。
- 第2版では、一部がラテン語で記された。学術的な目的とはほど遠い（と推定される）一般人による本の需要が多かったためである。
- 日本では明治時代に出版されたが、発禁扱いだった。1913年（大正2年）『変態性慾心理』の名で紹介され、これが大正デモクラシーの開放的な風潮と重なって起きた変態性欲ブームに影響を与えた。「変態」の俗語が生まれたのはこの時からであると見なされている。
- この本は、クリトリス・オルガスムスの重要性や、女性の性的快楽、性犯罪者の行為を判断する場合の精神状態への配慮など、性に関する問題を、丹精を込めた方法で研究した最初の書籍の一つであると共に、同性愛についての最初の科学的な議論が行われた書籍である。
- 何十年にもわたり、性的逸脱に関する権威であり、また疑いなくジークムント・フロイト以前において人間の性に関する最も影響力ある書籍の一つであった。
- 著者クラフト＝エビングは、この本によって称賛と断罪を受けた。待望されていた心理学の新しい研究領域に幕開けをもたらしたことで称賛され、性倒錯を正当化したことや不道徳性で非難された。

## 主著
- Psychopathia Sexualis 初版:1886年／Bloat Booksによるリプリント版:1999年 ISBN 0-9650324-1-8
- 日本語訳
  - 『色情狂編』 日本法医学会/春陽堂　1894年（明治27年）明治政府により発禁処分
  - 『変態性欲心理』 大日本文明協会 1913年（大正2年）
  - 『変態性慾心理』 松戸淳訳 紫書房 （世界艶笑文庫） 1951年 (昭和26年)
  - 『変態性欲心理学』 平野威馬雄訳 （世界性学全集 / 性問題研究会編 ; 7） 河出書房 1956年（昭和31年）
  - 『性愛の心理』 平野威馬雄訳 学藝書林 1971年（昭和46年）
  - 『異常性愛の心理』 現代性科学研究会訳 （新版世界性医科学全集 ; 14） 美学館 1981年（昭和56年）
  - 『クラフト＝エビング変態性慾ノ心理』 柳下毅一郎訳 原書房 2002年（平成14年） ISBN 4562035285
  - 『変態性欲心理』 黒沢良臣訳 ゆまに書房（近代日本のセクシュアリティ ; 2 . 「性」をめぐる言説の変遷 / 斎藤光編 . 変態性欲と近代社会 ; 1） 2006年（平成18年） ISBN 4-8433-2144-3

### その他の著作
クラフト＝エビングは多数の著書を残した。以下はその一部である。
- Die Melancholie: Eine klinische Studie （メランコリー：臨床的研究） （1874年）
- Grundzüge der Kriminalpsychologie für Juristen （法律家のための犯罪心理学の基礎特徴） （第2版：1882年）
- Die progressive allgemeine Paralyse （一般進行性麻痺症） （1894年）
- Nervosität und neurasthenische Zustände （神経過敏と神経衰弱状態） （1895年）

4冊の著書がクラドック（Craddock）によって英訳されている。
- An Experimental Study in the Domain of Hypnotism （催眠状態領域の実験的研究）』 （New York and London： 1889年）
- Psychosis Menstrualis （月経の精神病） （1902年）
- Psychopathia Sexualis （性的精神病理） （第12版：1903年）
- Text Book of Insanity （狂気に関する教科書） （1905年）